# Properdina
Properdina ou Factor P é o único regulador positivo conhecido da ativação do complemento que estabiliza as convertases da via alternativa.

## Estrutura
A Properdina é uma gama globulina, sendo essa proteína composta de múltiplas subunidades idênticas com um sítio de ligação a ligante distinto. A properdina native ocorre na forma de dímeros, trímeros e e tetrâmeros na razão fixa de 22:52:28.

## Função
A properdina estabiliza a associação de C3b com o Fator B e provê um ponto focal para ligação de C3bBb  em uma superfície. Ela se liga a convertases da via alternativa pré formadas. A properdina também inibe a clivagem de C3b pelo fator I mediada pelo fator H .

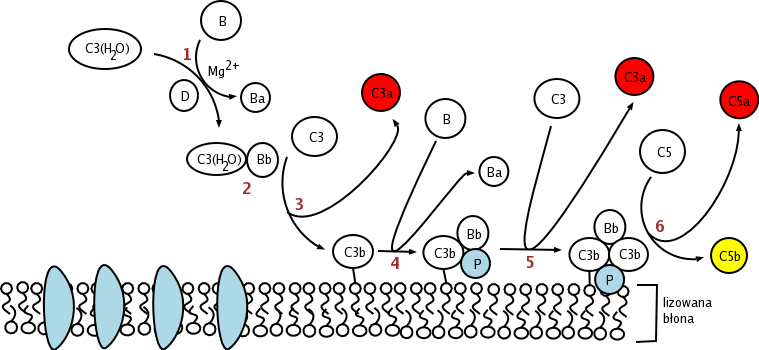
Via alternativa. A properdina está representada pelo círculo azul com um P. (O texto em polonês indica a membrana plasmática)

A via alternativa não depende de anticorpos. Esse ramo do complemento é ativado por imunocomplexos de  IgA, endotoxinas, polissacarídeos e parede celular bacteriana, e leva à produção de anafilotoxinas, opsoninas, fatores quimiotáticos, e o complexo de ataque à membrana, todos auxiliando na resposta contra patógenos.

## História
A properdina foi descoberta em 1954 pelo Dr. Louis Pillemer do Instituto de Patologia da Case Western Reserve University.

## Significado clínico
A deficiência de properdina é uma doença rara, ligada ao cromossomo X, na qual o sistema complemento é desregulado. Os indivíduos afetados são suscetíveis à doenças fulminantes causadas por meningococos.